# 塩水

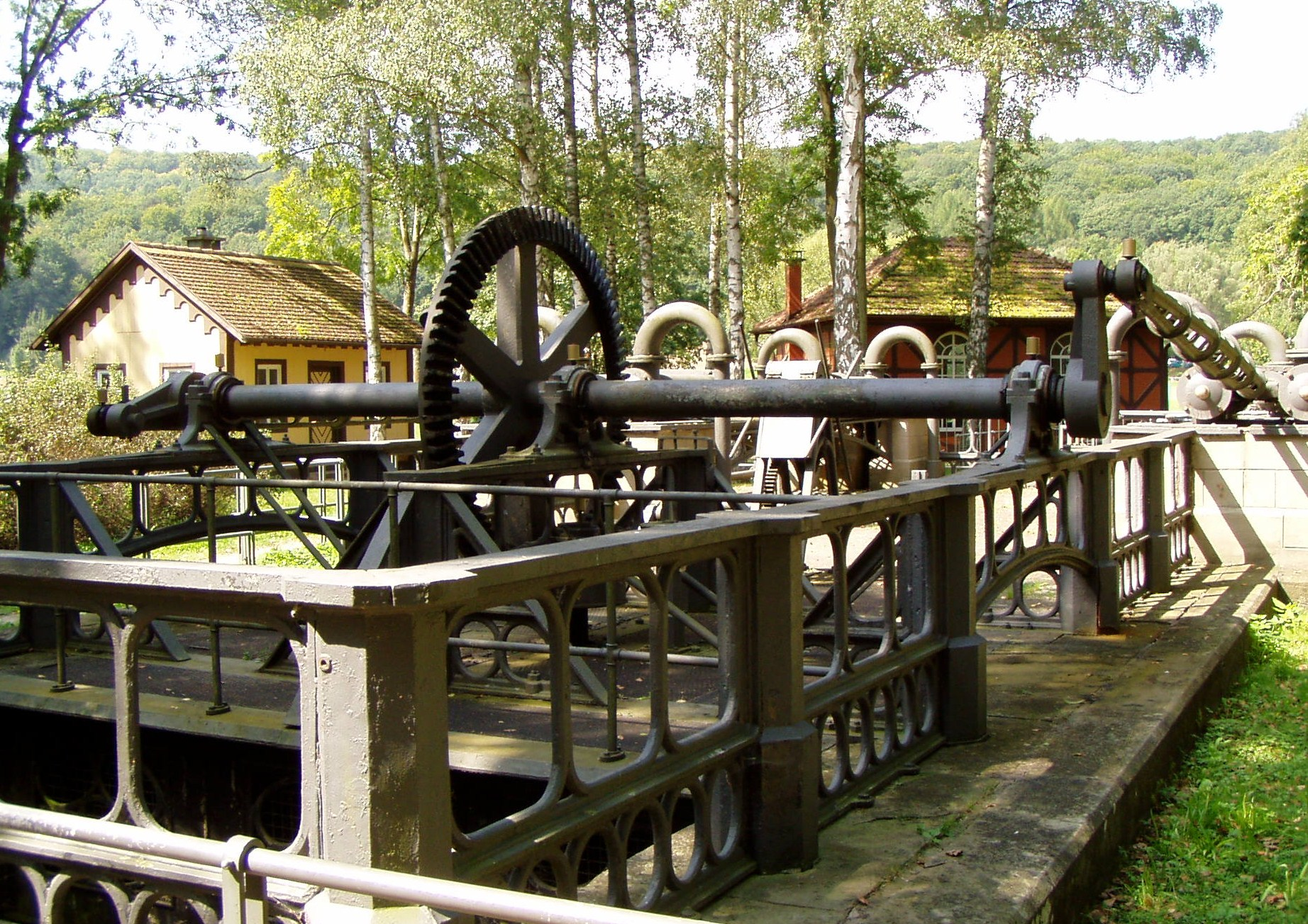
塩水ポンプ（ドイツ）

塩水（しおみず、えんすい、英語: brine）は、塩化ナトリウムの飽和水溶液または飽和状態に近い水溶液のことである。野菜、魚、肉などの保存やフェタチーズの熟成に使われる。食品の保存に関しては他に、砂糖やビネガーも使われる。
塩水は、凝固点降下が起こるため真水よりも凝固点が低く、また、低コストで熱輸送を行うことができる。塩分濃度が 23.3 % の塩水の凝固点は −21 ℃であり、この温度は共晶温度と呼ばれている。塩化ナトリウムの 15.5 ℃ での溶解度は 26.4グラム で 0 ℃ のときのそれは 23.3グラム である。
| 淡水     | 汽水         | 食塩水      | 塩水    |
| -------- | ------------ | ----------- | ------- |
| < 0.05 % | 0.05 - 3.5 % | 3.5 - 5.0 % | > 5.0 % |